# Pallamano ai XIV Jeux des îles
Le gare di pallamano ai XIV Jeux des îles si sono svolte dal 26 al 29 maggio 2010.
Per seguire l'alternanza imposta dal COJI, nell'edizione 2010 si è svolto soltanto il torneo maschile.

## Formula
Si è disputato un unico girone con la formula del round-robin.In caso di vittoria la squadra si aggiudica 2 punti, in caso di sconfitta 1, mentre se la squadra non si presenta in campo prende 0 punti. A parità di punti prevale la differenza reti.
Il primo classificato vince la medaglia d'oro, il secondo quella d'argento, il terzo quella di bronzo.

## Risultati

### Prima giornata
| 26/05/2010 | 9.00  | Madera  | - | Sicilia  | 35 - 17 | Roberto Ivens School Pavilion    |
| 26/05/2010 | 9.00  | Korcula | - | Sardegna | 28 - 12 | Universidade dos Açores Pavilion |
| 26/05/2010 | 11.00 | Corsica | - | Azzorre  | 36 - 35 | Roberto Ivens School Pavilion    |

### Seconda giornata
| 27/05/2010 | 9.00  | Sicilia  | - | Azzorre | 28 - 24 | Roberto Ivens School Pavilion    |
| 27/05/2010 | 9.00  | Korcula  | - | Corsica | 20 - 18 | Universidade dos Açores Pavilion |
| 27/05/2010 | 11.00 | Sardegna | - | Madera  | 12 - 61 | Roberto Ivens School Pavilion    |

### Terza giornata
| 27/05/2010 | 16.00 | Sicilia | - | Korcula  | 22 - 22 | Universidade dos Açores Pavilion |
| 27/05/2010 | 16.30 | Azzorre | - | Madera   | 22 - 30 | Roberto Ivens School Pavilion    |
| 27/05/2010 | 18.00 | Corsica | - | Sardegna | 43 - 18 | Roberto Ivens School Pavilion    |

### Quarta giornata
| 28/05/2010 | 9.00  | Korcula | - | Madera   | 12 - 32 | Universidade dos Açores Pavilion |
| 28/05/2010 | 9.00  | Corsica | - | Sicilia  | 33 - 27 | Roberto Ivens School Pavilion    |
| 28/05/2010 | 11.00 | Azzorre | - | Sardegna | 47 - 11 | Roberto Ivens School Pavilion    |

### Quinta giornata
| 29/05/2010 | 9.00  | Azzorre  | - | Korcula | 24 - 28 | Roberto Ivens School Pavilion    |
| 29/05/2010 | 9.00  | Sardegna | - | Sicilia | 26 - 28 | Universidade dos Açores Pavilion |
| 29/05/2010 | 11.00 | Madera   | - | Corsica | 34 - 20 | Roberto Ivens School Pavilion    |

## Classifica
| Posiz | Squadra  | G | V | N | P | GF  | GS  | DR   | Pt |
| ----- | -------- | - | - | - | - | --- | --- | ---- | -- |
|       | Madera   | 5 | 5 | 0 | 0 | 192 | 83  | +109 | 10 |
|       | Corsica  | 5 | 3 | 0 | 2 | 150 | 134 | +16  | 8  |
|       | Korcula  | 5 | 2 | 1 | 2 | 110 | 108 | +2   | 7  |
| 4     | Sicilia  | 5 | 2 | 1 | 2 | 122 | 140 | -18  | 7  |
| 5     | Sardegna | 5 | 0 | 0 | 5 | 79  | 207 | -128 | 5  |

## Podio
| 2º posto Corsica | 1º posto Madera | 3º posto Korcula |